# Wrigley (Tennessee)
Wrigley es un lugar designado por el censo ubicado en el condado de Hickman en el estado estadounidense de Tennessee. En el Censo de 2010 tenía una población de 281 habitantes y una densidad poblacional de 113,37 personas por km².

## Geografía
Wrigley se encuentra ubicado en las coordenadas 35°53′59″N 87°21′13″O / 35.89972, -87.35361. Según la Oficina del Censo de los Estados Unidos, Wrigley tiene una superficie total de 2.48 km², de la cual 2.48 km² corresponden a tierra firme y (0%) 0 km² es agua.

## Demografía
Según el censo de 2010, había 281 personas residiendo en Wrigley. La densidad de población era de 113,37 hab./km². De los 281 habitantes, Wrigley estaba compuesto por el 79% blancos, el 17.79% eran afroamericanos, el 1.78% eran amerindios, el 0% eran asiáticos, el 0% eran isleños del Pacífico, el 0% eran de otras razas y el 1.42% pertenecían a dos o más razas. Del total de la población el 0% eran hispanos o latinos de cualquier raza.